# Памятник советским гражданам — жертвам фашизма
Памятник советским гражданам жертвам фашизма в Карлсруэ — памятник, расположенный на Центральном кладбище в городе Карлсруэ, Баден-Вюртемберг. Открыт в 1988 году на средства города Карлсруэ на Русском (советском) участке территории Нового еврейского кладбища в Карлсруэ.

## Эпитафии
На памятнике начертаны две эпитафии. Первая — на русском языке, расположена на лицевой стороне обелиска. Вторая — на немецком, находится на вмурованной в землю плите, у передней стороны подножия памятника.

Русская эпитафия на памятнике советским гражданам-жертвам фашизма в Карлсруэ

Немецкая эпитафия на памятнике

Содержание текстов эпитафий идентично. Текст русской эпитафии: 

ВЕЧНАЯ ПАМЯТЬ

СОВЕТСКИМ ГРАЖДАНАМ ЖЕРТВАМ

ГЕРМАНСКОГО ФАШИЗМА

ПУСТЬ ФАШИСТЫ ЗНАЮТ ЧТО НИ ОДИН

АКТ ИХ ЗЛОДЕЯНИЙ НЕ ОСТАНЕТСЯ

1941 БЕЗНАКАЗАННЫМ 1945

Перевод текста немецкой эпитафии:

ВЕЧНАЯ ПАМЯТЬ

СОВЕТСКИМ ГРАЖДАНАМ ЖЕРТВАМ

ГЕРМАНСКОГО ФАШИЗМА

ПУСТЬ ФАШИСТЫ ЗНАЮТ ЧТО НИ ОДИН

АКТ ИХ ЗЛОДЕЯНИЙ

НЕ ОСТАНЕТСЯ БЕЗНАКАЗАННЫМ

1941 — 1945
| Оригинальный текст (нем.)EWIGES GEDENKEN DEN SOWJETISCHEN BÜRGERN DEN OPFERN DES FASCHISMUS DIE FASCHISTEN MÖGEN WISSEN DASS NICHT EIN EINZIGER AKT IHRER GREUELTATEN UNBESTRAFT BLEIBEN WIRD 1941 — 1945 |